# A jófiú
A jófiú (eredeti cím: The Good Son) 1993-ban amerikai pszichothriller, amelyet Ian McEwan forgatókönyvéből Joseph Ruben rendezett. A főbb szerepekben Macaulay Culkin, Elijah Wood, Wendy Crewson, David Morse, Daniel Hugh Kelly és Jacqueline Brookes látható.
A történet középpontjában egy Mark nevű kisfiú áll, aki édesanyja halála után a nagynénjéhez és nagybátyjához költözik. Ott találkozik unokatestvérével, az erőszakos és gonosz Henryvel.
Az Amerikai Egyesült Államokban 1993. szeptember 24-én mutatta be a 20th Century Studios. Világszerte összesen 60,6 millió dolláros bevételt ért el 17 milliós költségvetés mellett. Általánosságban negatív véleményeket kapott a kritikusoktól.

## Cselekmény
A tizenkét éves Mark Evans nemrég vesztette el édesanyját, aki a rákkal folytatott hosszú küzdelem során halt meg egy arizonai kórházban. Mivel apja, Jack, üzleti útra utazik Tokióba, két hétre a nagynénjéhez és nagybátyjához, Wallace-hoz és Susanhoz költözik. A nagyszülőknek két gyermeke van, Henry és Connie; nemrég vesztették el harmadik gyereküket, Richardot, aki belefulladt a fürdőkádba. Susan bűntudatot érez a fiú halála miatt, mivel rövid időre egyedül hagyta a fürdőszobában.
Ahogy telnek a napok, Mark rájön, hogy unokatestvére, Henry a szeretetteljes külső mögött valójában egy erőszakos szociopata, akinek viselkedése gyakran végzetes következményekkel jár. Miután házi készítésű fegyverrel megölt egy kutyát, Henry szórakozásból autóbalesetet okoz egy szintén saját készítésű embernagyságú babával és megkísérli megölni a kis Connie-t, akire irigykedik. Mark mindent megtesz, hogy leleplezze unokatestvérét, ezért kapcsolatba lép az apjával és megpróbálja figyelmeztetni a pszichoanalitikusát is, de Henry minden alkalommal megelőzi és kibeszéli magát. Megpróbál beszélni erről Susan nénikéjével, de a fiához nagyon közel álló nő eleinte nem hisz neki és rosszul reagálja le a mondandóját. Mark halott anyjának reinkarnációját látja nagynénjében. Nem sokkal később azonban fia holmijai között kutatva Susan rátalál Richard sárga gumikacsájára, ami vele volt a fürdőkádban, amikor megfulladt és amit sosem talált meg. Ekkor kezd gyanakodni, hogy Henry szándékosan ölte meg testvérét.
Henry egyre inkább irigykedik az anyja és Mark közötti szoros kapcsolatra és arra gondol, talán még az édesanyját is meg kéne ölnie. Mark szembeszáll vele, de a veszekedés közben Wallace szétválasztja őket és bezárja Markot a házba, míg Henry elhívja az anyját egy erdei sétára. Susan sarokba szorítja fiát és megkérdezi tőle, ő ölte-e meg Richardot. Henry gyakorlatilag beismerő vallomást tesz és elszalad. Miután anyját egy szikla széléhez csalja, Henry lelöki, de Susan csodával határos módon egy ágba kapaszkodva túléli a zuhanást. Henry egy nagy követ próbál hozzávágni, Mark megérkezik, és sikerül megakadályoznia a gyilkossági kísérletet. Kihasználva a két unokatestvér közötti dulakodást, Susan felmászik a sziklán és amikor mindketten lezuhannak, sikerül elkapnia őket, mindkettőjüket egy-egy kezével. Susan azonban nem tudja megmenteni mindkét fiút és rájön, hogy nehéz döntés előtt áll. 
Végül úgy dönt, Markot menti meg, Henryt pedig elengedi, aki egy sziklának csapódva meghal.

## Szereplők
| Színész            | Szerep                    | Magyar hang    |
| ------------------ | ------------------------- | -------------- |
| Elijah Wood        | Mark Evans                | Molnár Levente |
| Macaulay Culkin    | Henry Evans               | Simonyi Balázs |
| Wendy Crewson      | Susan Evans               | Incze Ildikó   |
| David Morse        | Jack Evans                | Barbinek Péter |
| Daniel Hugh Kelly  | Wallace Evans             | Csuja Imre     |
| Jacqueline Brookes | Alice Davenport           | Fodor Zsóka    |
| Quinn Culkin       | Connie Evans              | Molnár Ilike   |
| Ashley Crow        | Janice Evans              | Tallós Rita    |
| Rory Culkin        | Richard Evans (fényképen) | –              |

## Médiakiadás
VHS-en és Laserdisc-en 1994-ben, míg DVD-n 2012. szeptember 11-én jelent meg. A Blu-ray kiadását 2016. október 25-én jelentették be, és 2017. augusztus 1-jén került forgalomba.

## Fogadtatás

### Díjak és jelölések
| Díj              | Kategória                                            | Jelölt          | Eredmény |
| ---------------- | ---------------------------------------------------- | --------------- | -------- |
| MTV Movie Awards | MTV Movie Award a legjobb negatív szereplőnek        | Macaulay Culkin | Jelölve  |
| Szaturnusz-díj   | Szaturnusz-díj a legjobb horrorfilmnek               | –               | Jelölve  |
| Szaturnusz-díj   | Szaturnusz-díj a legjobb fiatal színészi alakításért | Elijah Wood     | Elnyerte |

## Fordítás
- Ez a szócikk részben vagy egészben  a   The Good Son (film) című angol Wikipédia-szócikk fordításán alapul.  Az eredeti cikk szerkesztőit annak laptörténete sorolja fel. Ez a jelzés csupán a megfogalmazás eredetét és a szerzői jogokat jelzi, nem szolgál a cikkben szereplő információk forrásmegjelöléseként.